# William Joscelyn Arkell
William Joscelyn Arkell (* 9. Juni 1904 in Highworth, Wiltshire; † 18. April 1958 in Cambridge) war ein britischer Geologe, der zu seiner Zeit in Großbritannien als führende Autorität für die Stratigraphie und Paläontologie des Jura galt.

## Leben
Arkell studierte an der Universität Oxford mit dem Abschluss in Geologie 1925. Dort begann seine Beschäftigung mit Fossilien des Jura, was auch Thema seiner Dissertation 1928 war. Während seiner Zeit als Doktorand in Oxford war er auch an mehreren archäologischen Ausgrabungen aus dem Paläolithikum im Niltal in Ägypten durch die University of Chicago beteiligt. 1927 wurde er Lecturer am New College in Oxford und 1929 Senior Research Fellow am New College. Später war er am Trinity College in Cambridge.
Er befasste sich auch mit der Verwendung von Kalksteinen des Jura als Baumaterial in Oxford und veröffentlichte 1947 ein Buch darüber. Ein weiterer Schwerpunkt war die Tektonik von Dorset (Weymouth, Portland, Isle of Purbeck). Nach dem Zweiten Weltkrieg war er ein gefragter Experte der Ölindustrie für jurassische Leitfossilien (Ammoniten) und reiste viel im Nahen Osten. Er ist Erstbeschreiber des jurassischen Ammoniten Perisphinctes boweni Arkell 1935, den er nach dem englischen Chemiker Edmund John Bowen benannte.
1944 erhielt er die Mary Clark Thompson Medaille der National Academy of Sciences, 1949 die Lyell-Medaille und 1953 die Leopold-von-Buch-Plakette. 1947 wurde er Fellow der Royal Society. 1934 erhielt er einen Ehrendoktor (D. Sc.) in Oxford. Der Arkell Cirque, ein Bergkessel in der Antarktis, ist nach ihm benannt.

## Schriften
- The Jurassic System in Great Britain. Clarendon Press, 1933.
- Jurassic Geology of the World. Oliver and Boyd, 1956.
- mit S. I. Tomkeiff: English Rock Terms. Oxford University Press, 1952.
- Oxford Stone. Faber and Faber, 1947.